# Planetensystem

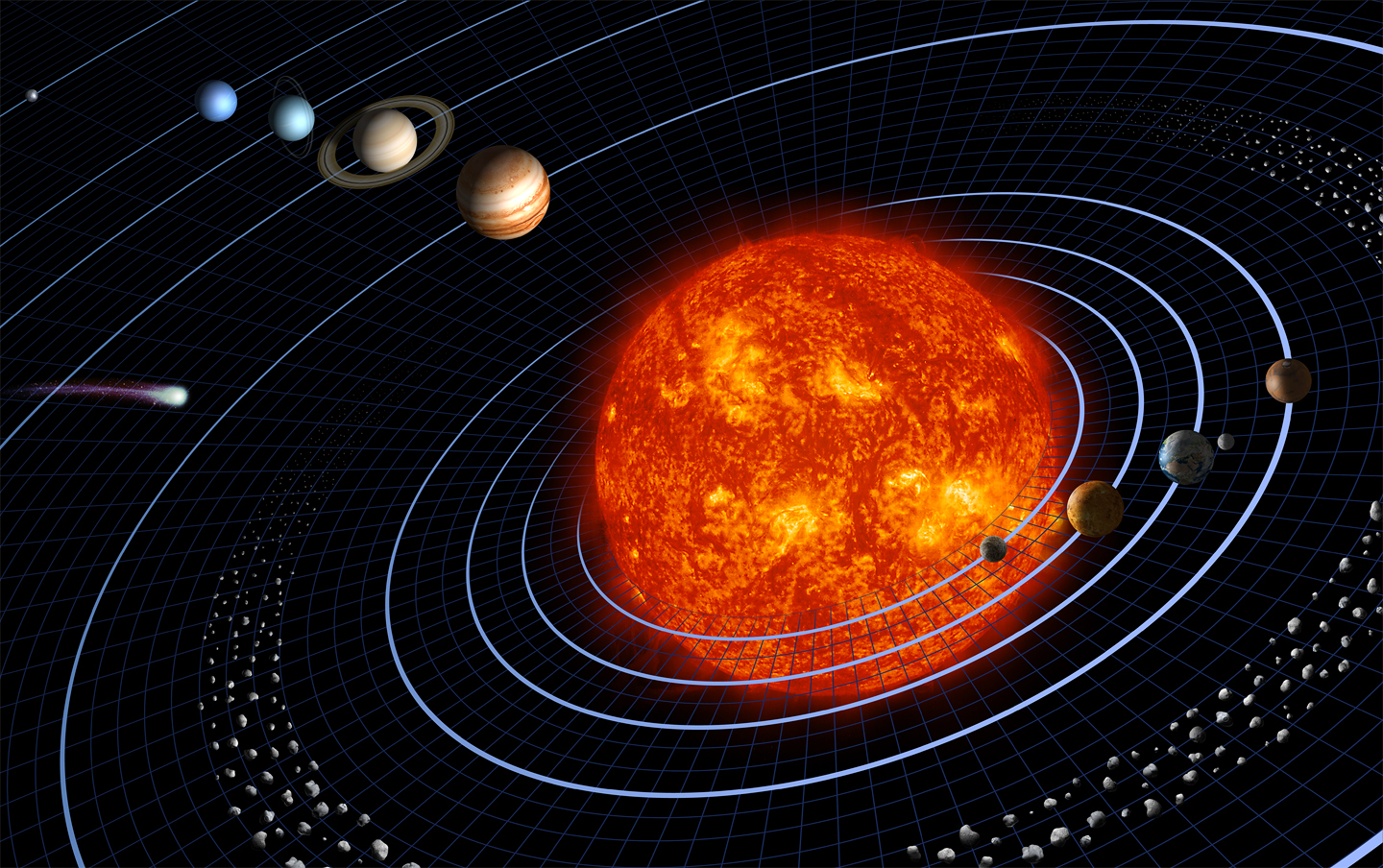
Symbolische Darstellung des Planetensystems der Sonne, nicht maßstabsgetreu

Ein Planetensystem ist die Gesamtheit nicht selbstleuchtender größerer Himmelskörper – der Planeten –, die sich – durch die Gravitationskraft gebunden – um mindestens einen gemeinsamen zentralen Stern (oder einen sternähnlichen Himmelskörper wie einen Braunen Zwerg, ein Kompaktes Objekt oder ein Schwarzes Loch) bewegen. Im weiteren Sinn ist es die Gesamtheit des physikalischen Systems, das heißt einschließlich des Zentralsterns sowie aller kleineren astronomischen Objekte.

## Details
Das bekannteste Planetensystem ist das der Sonne, das Sonnensystem, welches bis zur Bestätigung der ersten extrasolaren Planeten im Jahre 1992 das einzige bekannte Vorkommen eines Systems von planetaren Körpern, welche um einen Zentralstern angeordneten sind, war.
Bis März 2003 wurden in einer Sphäre mit einem Radius von 100 Parsec bei sieben Prozent der Sterne Planeten entdeckt. Im Juni 2024 waren über 6300 Planeten in 4700 extrasolaren Systemen bekannt, davon fast 1000 Systeme mit 2 bis 8 Planeten. Das System um Kepler-90 hat mindestens sieben Exoplaneten; 2017 wurde ein achter Planet mittels Künstlicher Intelligenz entdeckt. Damit ist Kepler-90 – neben unserem Sonnensystem – das Planetensystem mit den meisten bekannten Planeten.
Es existieren auch Systeme, in denen Planeten ein Doppelsternsystem (zirkumbinär, engl. circumbinary) oder ein System mit mehreren Zentralsternen umkreisen. Beispiele dafür sind der zirkumbinäre Planet Kepler-16b im Doppelsternsystem Kepler-16 und die zirkumbinären Planeten des Doppelsternsystems Kepler-47. Planetensysteme können auch nur um Einzelobjekte von Mehrfachsternensystemen existieren. Beispiele dafür sind der Planet PH1 im Vierfach-Sternsystem Kepler-64 sowie die Planeten um Proxima Centauri im Dreifachsternsystem Alpha Centauri.

## Bekannte Planetensysteme
Siehe: Exoplanet#Exemplarische Exoplaneten und Systeme